# Plesiadapis

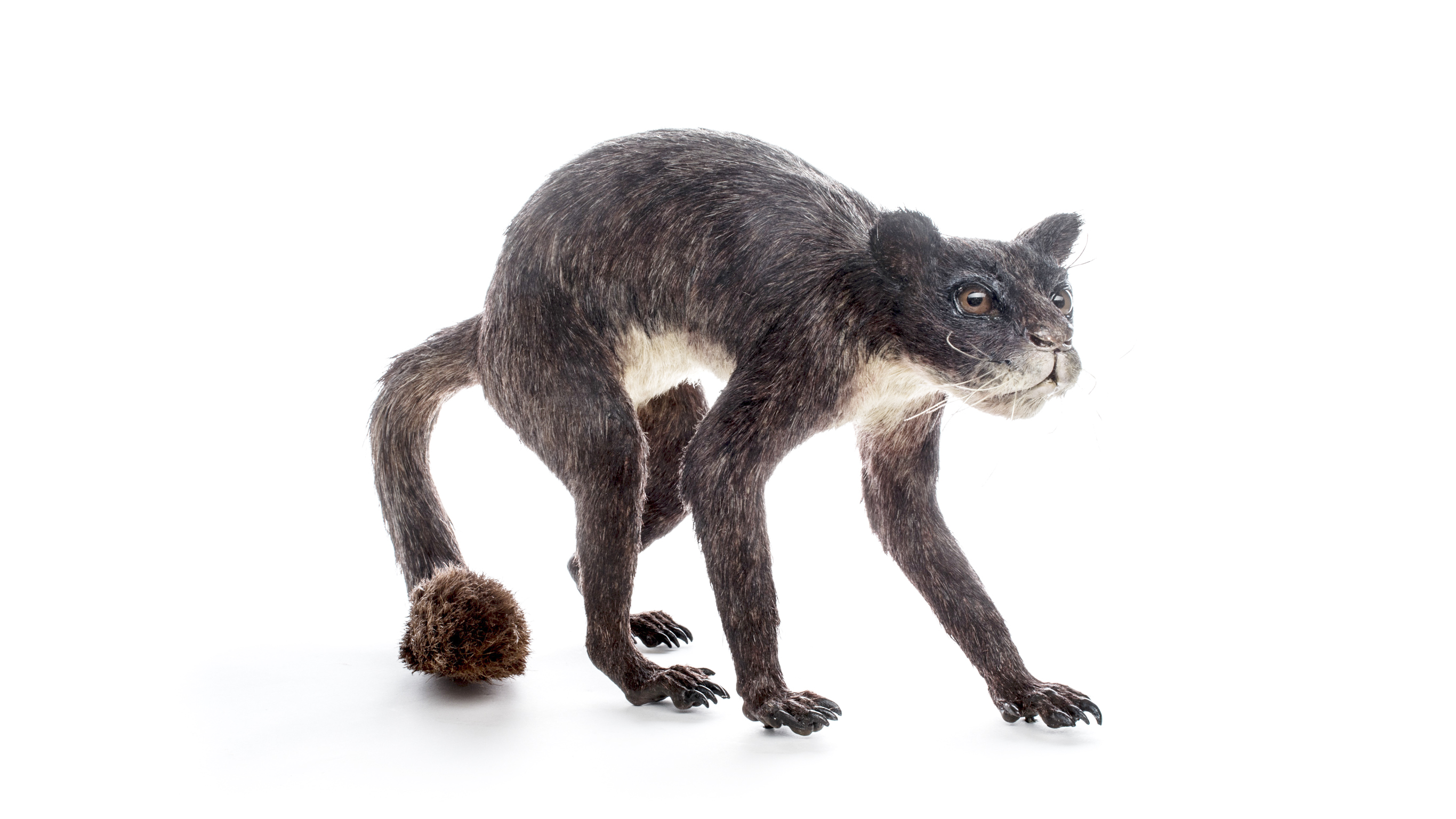
Реконструкція

Plesiadapis — один із найдавніших відомих родів приматоподібних ссавців, який існував приблизно 58–55 мільйонів років тому в Північній Америці та Європі. Plesiadapis означає «майже-Adapis», що є посиланням на адапіформного примата еоценового періоду, Adapis. Plesiadapis tricuspidens, типовий екземпляр, названий на честь трьох горбків на його верхніх різцях.